# St. Thomas (Dakota Północna)
St. Thomas – miasto w Stanach Zjednoczonych, w stanie Dakota Północna, w hrabstwie Pembina.